# Don Branson
 Don Branson  fou un pilot estatunidenc de curses automobilístiques nascut el 2 de juny del 1920 a Rantoul, Illinois.
Branson va córrer a la Champ Car a les temporades 1956-1966 incloent-hi la cursa de les 500 milles d'Indianapolis dels anys 1959-1966.
Don Branson va morir d'accident disputant una cursa a Gardena, Califòrnia el 12 de novembre del 1966.

## Resultats a la Indy 500
| Any    | Cotxe  | Sortida | Vel. mitja | Ranking | Final  | Voltes | V. líder | Retirat    |
| ------ | ------ | ------- | ---------- | ------- | ------ | ------ | -------- | ---------- |
| 1959   | 9      | 10      | 143.312    | 12      | 24     | 112    | 0        | Eix tort   |
| 1960   | 7      | 8       | 144.753    | 11      | 4      | 200    | 0        | Va acabar  |
| 1961   | 3      | 2       | 146.843    | 3       | 33     | 2      | 0        | Valvules   |
| 1962   | 14     | 11      | 147.312    | 11      | 12     | 200    | 0        | Va acabar  |
| 1963   | 4      | 3       | 150.188    | 4       | 5      | 200    | 0        | Va acabar  |
| 1964   | 5      | 9       | 152.672    | 12      | 12     | 187    | 0        | Embragatge |
| 1965   | 4      | 18      | 155.501    | 16      | 8      | 197    | 0        | a 3 voltes |
| 1966   | 4      | 9       | 160.385    | 12      | 23     | 0      | 0        | Accident   |
| Totals | Totals | Totals  | Totals     | Totals  | Totals | 1098   | 0        |            |

| Curses       | 8 |
| Poles        | 0 |
| Voltes líder | 0 |
| Victòries    | 0 |
| Top 5        | 2 |
| Top 10       | 3 |
| Retirades    | 4 |

## A la F1
El Gran Premi d'Indianapolis 500 va formar part del calendari del campionat del món de la Fórmula 1 entre les temporades 1950 a la 1960.
Els pilots que competien a la Indy durant aquests anys també eren comptabilitzats pel campionat de la F1.
Don Branson va participar en 2 curses de F1, debutant al Gran Premi d'Indianapolis 500 del 1959.

### Palmarès a la F1
- Participacions: 2
- Poles: 0
- Voltes Ràpides: 0
- Victòries: 0
- Podiums: 1
- Punts vàlids per la F1: 3